# Masardis
Masardis és una població dels Estats Units a l'estat de Maine (EUA). Segons el cens del 2000 tenia 255 habitants.

## Demografia
Segons el cens del 2000, Masardis tenia 255 habitants, 104 habitatges, i 71 famílies. La densitat de població era de 2,5 habitants/km².
Dels 104 habitatges en un 25% hi vivien nens de menys de 18 anys, en un 64,4% hi vivien parelles casades, en un 1% dones solteres, i en un 30,8% no eren unitats familiars. En el 21,2% dels habitatges hi vivien persones soles el 9,6% de les quals corresponia a persones de 65 anys o més que vivien soles. El nombre mitjà de persones vivint en cada habitatge era de 2,45 i el nombre mitjà de persones que vivien en cada família era de 2,86.
Per edats la població es repartia de la següent manera: un 23,5% tenia menys de 18 anys, un 4,7% entre 18 i 24, un 23,9% entre 25 i 44, un 32,5% de 45 a 60 i un 15,3% 65 anys o més.
L'edat mediana era de 44 anys. Per cada 100 dones de 18 o més anys hi havia 129,4 homes.
La renda mediana per habitatge era de 30.625 $ i la renda mediana per família de 32.083 $. Els homes tenien una renda mediana de 32.321 $ mentre que les dones 17.000 $. La renda per capita de la població era de 14.716 $. Cap de les famílies i el 7% de la població estaven per davall del llindar de pobresa.